# Kościół św. Michała Archanioła w Perespie
Kościół św. Michała Archanioła – rzymskokatolicki kościół w Perespie, wzniesiony w I poł. XIX w. jako cerkiew unicka. W latach 1875–1919 była to świątynia prawosławna.

## Historia
Parafia unicka powstała w Perespie przed 1674. Pierwsza świątynia tego wyznania była obiektem drewnianym, następnie na jej miejscu w latach 1807-1827 Rafał Horodyński zbudował cerkiew murowaną w stylu klasycystycznym. Świątynia została zamknięta po 1863, natomiast po likwidacji unickiej diecezji chełmskiej przeszła na własność Rosyjskiego Kościoła Prawosławnego. Trzy lata później została odremontowana po pożarze w 1877. W okresie, gdy obiektem administrowała parafia prawosławna, świątynia nosiła wezwanie Cudu św. Michała Archanioła.
W 1910 w obiekcie wizytację duszpasterską odbył biskup chełmski Eulogiusz, uroczyście podejmowany przez miejscową ludność. W 1915 miejscowi prawosławni udali się na bieżeństwo. Cztery lata później obiekt został zrewindykowany na rzecz Kościoła katolickiego, biskup lubelski Marian Fulman erygował w Perespie parafię łacińską. 

### Po I wojnie światowej
Rekoncyliacji świątyni dokonał 28 września 1919 dziekan tyszowiecki. Ludność prawosławna, która powróciła z bieżeństwa (w dwudziestoleciu międzywojennym liczby mieszkańców wsi obydwu wyznań były prawie równe, z minimalną przewagą prawosławnych), również starała się o odzyskanie budynku, a także organizację swojej placówki duszpasterskiej w miejscowości. Ostatecznie w miejscowości powstała placówka nieetatowa z kaplicą-domem modlitwy. Prawosławny dom modlitwy istniał do 1938, gdy został zburzony podczas akcji rewindykacyjno-polonizacyjnej.
W latach II wojny światowej, od 1939 do 1944, kościół w Perespie był ponownie użytkowany przez prawosławnych. W 1944 obiekt ponownie przejęli katolicy.

## Architektura
Dawna cerkiew w Perespie została wzniesiona z cegły w stylu klasycystycznym. Jest orientowana, trójdzielna, z czworobocznym przedsionkiem i prezbiterium z dostawioną od północy zakrystią. Jedyna nawa kościoła jest szersza od pozostałych części obiektu, została zbudowana na planie kwadratu. Obiekt wieńczy jedna kopuła na ośmiobocznym bębnie zakończona latarnią. Wszystkie fasady boczne zdobią pilastry toskańskie, podtrzymujące belkowanie obiegające cały obiekt. Elewacja frontowa, ściany boczne nawy oraz wschodnia ściana pomieszczenia ołtarzowego zwieńczone są trójkątnymi szczytami z gzymsami. Prezbiterium, przedsionek i zakrystię kryją sklepienia krzyżowe. W sąsiedztwie budynku znajduje wzniesiona równocześnie z nim dzwonnica w stylu klasycystycznym, murowana z cegły.

## Wyposażenie

### Ikona św. Michała Archanioła
Na wyposażeniu kościoła znajduje się ikona św. Michała Archanioła z klejmami sygnowana przez malarza Jakuba Bobrowskiego. Wśród miniaturowych epizodów na ikonie znajduje się, identyfikowana cyryliczną inskrypcją, scena z Archaniołem Michałem podającym miecz Bolesławowi Chrobremu idącemu na Kijów. Wizerunek ten powstał w latach 90. XVIII w.. W okresie, gdy obiekt sakralny należał do prawosławnych, obraz ten znajdował się na świątynnym strychu. Oprócz postaci archanioła na obrazie ukazano jedenaście scen z legendy o nim.

### Pozostałe
- Z XVIII w. pochodzi również unicka ikona maryjna,  obraz nierozpoznanego świętego w ołtarzu bocznym.
- Z czasów, gdy obiekt był cerkwią unicką, pozostało w nim także sześć ikon Ewangelistów, Matki Bożej i patrona świątyni z przełomu XVII i XVIII w.
- Znacznie młodszy jest obraz w drugim ołtarzu bocznym, powstały w 1927. Również on przedstawia niezidentyfikowanego świętego[1].
- We wnętrzu obiektu znajduje się wsparty na arkadzie chór muzyczny[1].